# Луранти
Луранти́ (фр. Lourenties) — коммуна во Франции, находится в регионе Аквитания. Департамент — Атлантические Пиренеи. Входит в состав кантона Валле-де-л’Ус и дю Лагуэн. Округ коммуны — По.
Код INSEE коммуны — 64352.

## География

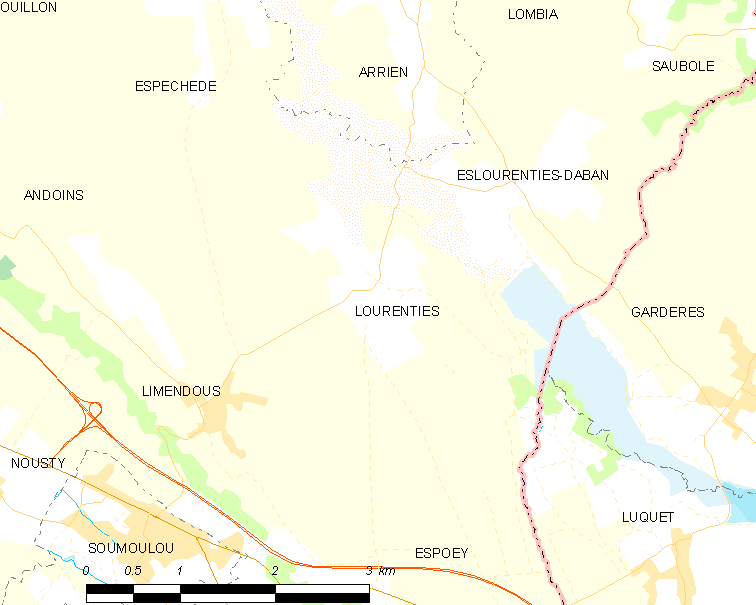
Карта коммуны

Коммуна расположена приблизительно в 650 км к югу от Парижа, в 180 км южнее Бордо, в 17 км к востоку от По.
На востоке коммуны протекает река Габас, а также расположено одноимённое водохранилище, образованное плотиной.

### Климат
Климат тёплый океанический. Зима мягкая, средняя температура января — от +5°С до +13°С, температуры ниже −10 °C бывают редко. Снег выпадает около 15 дней в году с ноября по апрель. Максимальная температура летом порядка 20-30 °C, выше 35 °C бывает очень редко. Количество осадков высокое, порядка 1100 мм в год. Характерна безветренная погода, сильные ветры очень редки.

## Население
Население коммуны на 2010 год составляло 352 человека.
| 1962 | 1968 | 1975 | 1982 | 1990 | 1999 | 2010 |
| ---- | ---- | ---- | ---- | ---- | ---- | ---- |
| 187  | 168  | 188  | 175  | 272  | 276  | 352  |

## Администрация
| Период | Период | Фамилия       | Партия | Примечания |
| ------ | ------ | ------------- | ------ | ---------- |
| 2001   | 2020   | Фредерик Лаор |        |            |

## Экономика
В 2010 году среди 232 человек трудоспособного возраста (15-64 лет) 188 были экономически активными, 44 — неактивными (показатель активности — 81,0 %, в 1999 году было 70,2 %). Из 188 активных жителей работали 173 человека (94 мужчины и 79 женщин), безработных было 15 (3 мужчин и 12 женщин). Среди 44 неактивных 16 человек были учениками или студентами, 17 — пенсионерами, 11 были неактивными по другим причинам.

## Достопримечательности
- Церковь Усекновения главы Св. Иоанна Крестителя (XIX век)[4]

## Фотогалерея

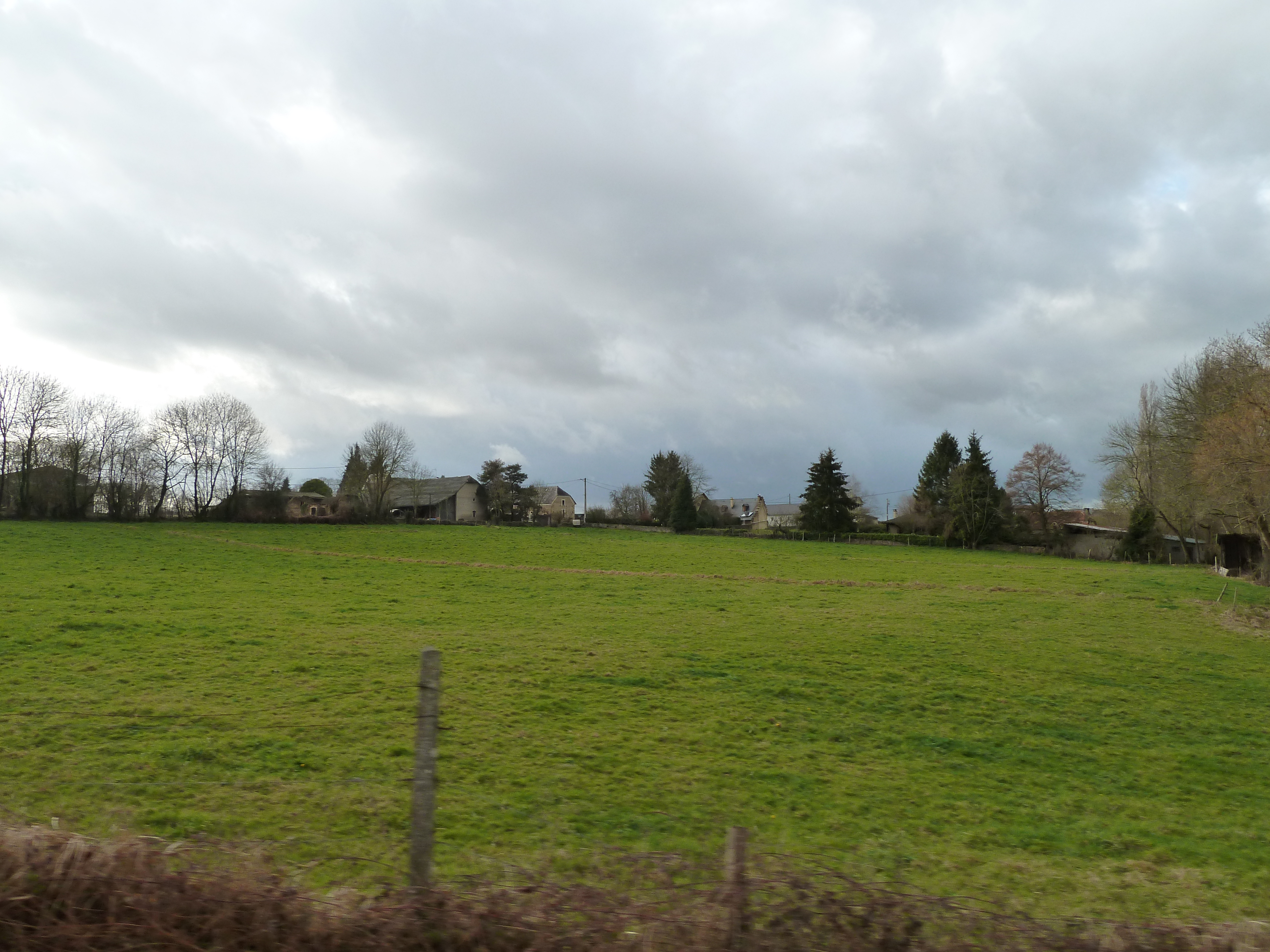
Луранти
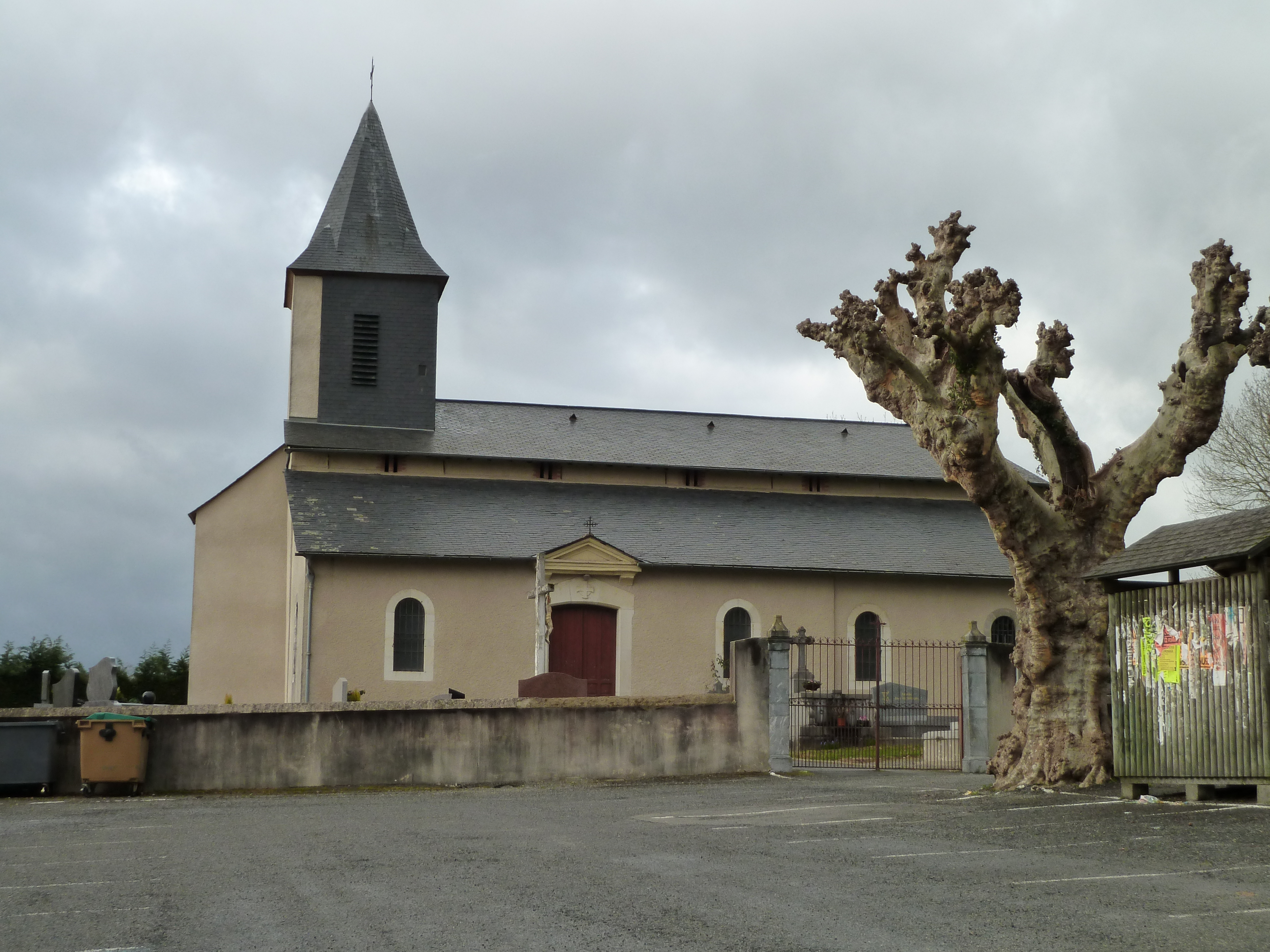
Церковь Усекновения главы Св. Иоанна Крестителя
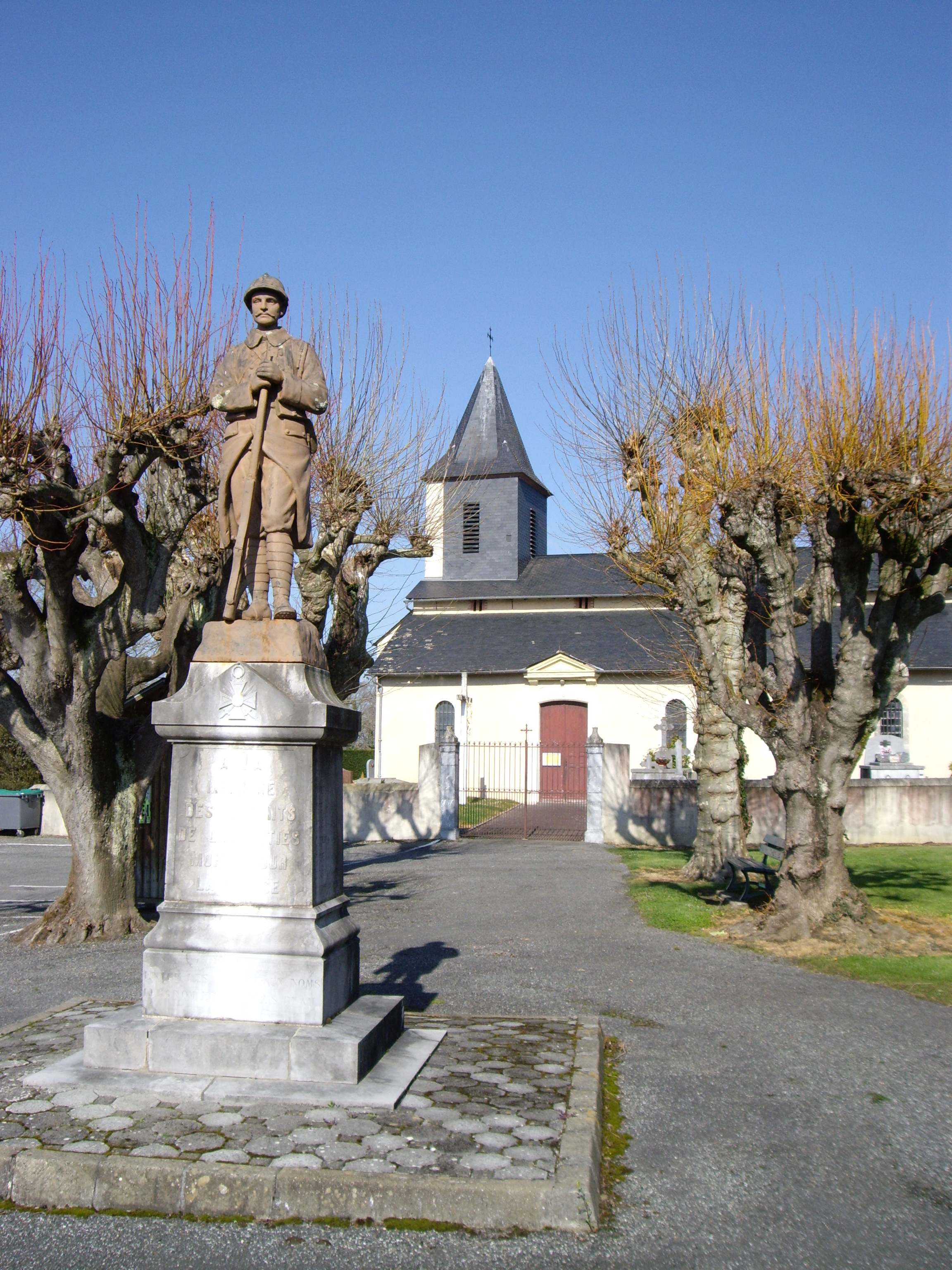
Военный мемориал